# Mountain (groupe)
 (février 2018).
Si vous disposez d'ouvrages ou d'articles de référence ou si vous connaissez des sites web de qualité traitant du thème abordé ici, merci de compléter l'article en donnant les références utiles à sa vérifiabilité et en les liant à la section « Notes et références ».
Pour les articles homonymes, voir Mountain.
Mountain est un groupe américain de hard rock, originaire de Long Island, dans l'État de New-York. Il est formé en 1969 autour de Leslie West, ancien guitariste de The Vagrants, et Felix Pappalardi, bassiste, chanteur et également producteur qui a travaillé avec Cream sur l'album Disraeli Gears.

## Historique

### 1969–1972

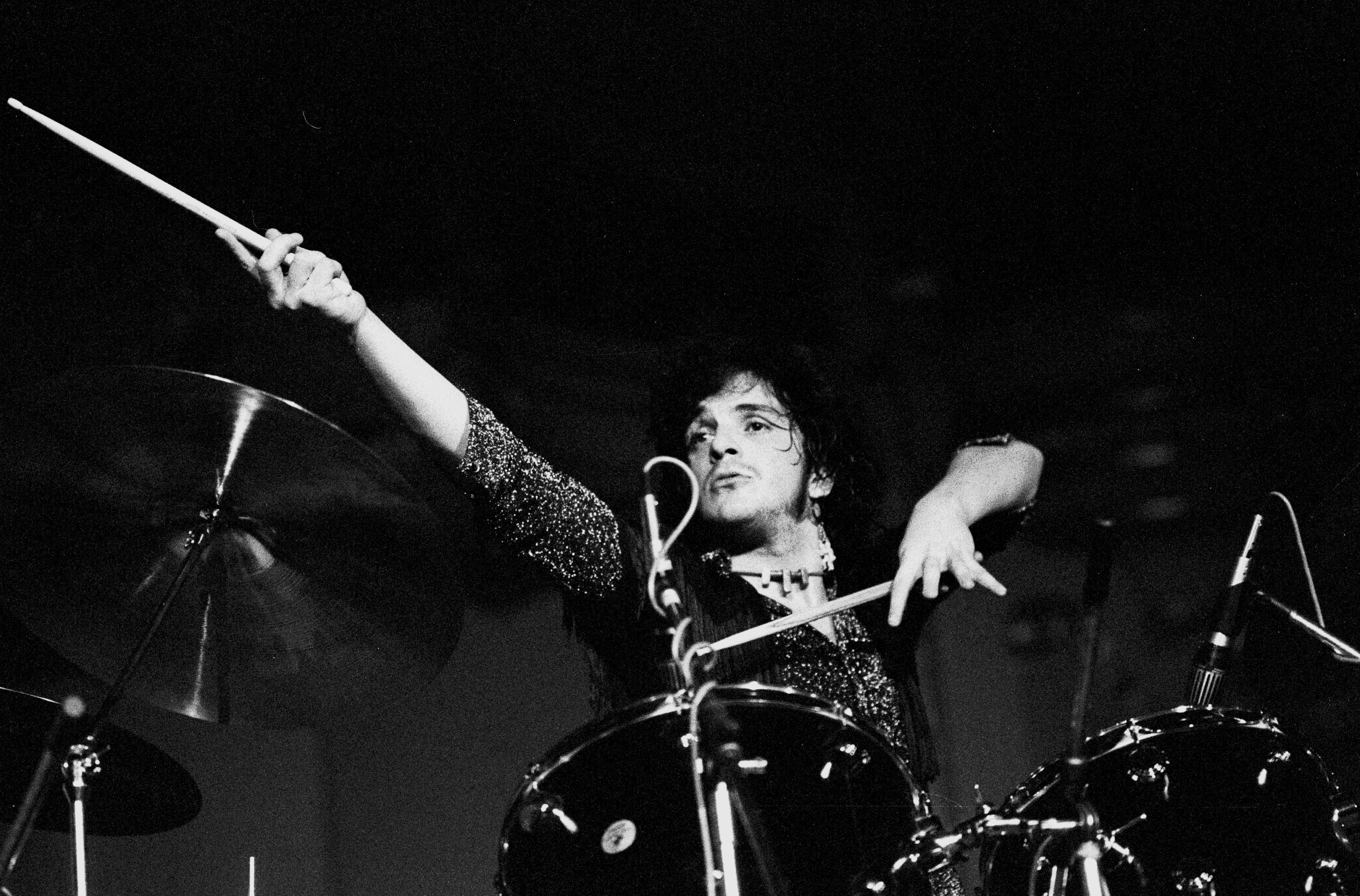
Corky Laing

Les deux musiciens se retrouvent à l'occasion de l'album solo de West intitulé Mountain et décident avec N.D Smart à la batterie et Steve Knight au clavier de poursuivre l'aventure sous ce nom.
Après avoir participé au festival de Woodstock, le groupe, que le batteur Corky Laing a rejoint, sort l'album Climbing! en 1970 - véritable succès aux États-Unis avec le morceau Mississippi Queen. Le groupe poursuit son ascension l'année suivante avec Nantucket Sleighride et la chanson du même nom qui reste l'une de leurs compositions les plus célèbres. En 1972, Mountain sort Flowers of Evil, ainsi que Mountain Live: The Road Goes Ever On.
Le groupe trouve son originalité dans l'opposition non seulement des physiques entre ses deux leaders, mais aussi des styles, entre les lignes mélodiques des compositions de Pappalardi (généralement coécrites avec son épouse Gail Collins, qui est également responsable des dessins des pochettes) renforcées par sa voix charmeuse, et celle, plus rauque et éraillée de West, qui de son côté écrit des morceaux blues rock agressifs dont les riffs appuyés rappellent parfois le hard rock.
Capables du meilleur comme des pires excès, les musiciens se séparent un temps en 1972 malgré la ferveur populaire dont ils sont l'objet en Amérique du nord, en raison notamment des troubles auditifs de Pappalardi provoqués par le volume excessif des concerts que donne le groupe (à l'instar du bruyant Grand Funk Railroad) et des problèmes d'ego entre ses membres, lancés parfois en concert dans des improvisations reproduisant un schéma identique à celui de Cream avec lequel ils présentent une parenté indéniable.
Dans cette logique, Leslie West et Corky Laing s'associent au bassiste Jack Bruce de Cream pour fonder le trio West, Bruce and Laing, le temps de deux albums studio et un live, Jack Bruce manquant de laisser ses tympans dans l'expérience.

### 1973–2010
En 1973, Mountain se reforme provisoirement avec Félix Pappalardi, Leslie West, Bob Mann, à la guitare et aux claviers et Alan Schwartzberg à la batterie pour un album live Twin peaks, enregistré au Japon, symbolique de l'époque avec ces longues improvisations tour à tour magiques ou indigestes suivi avec le retour de  Laing, d'un album studio en 1974 Avalanche. Le groupe est alors dissout pour laisser ses membres poursuivre des carrières indépendantes, Laing et West collaborant fréquemment.
En 1983, Félix Pappalardi, qui se consacre alors principalement à la production, est abattu lors d'une dispute par son épouse, Gail Collins, rendant définitivement impossible la reformation de Mountain autour de ses deux piliers historiques. 
Leslie West retravaille alors épisodiquement avec d'autres formations de Mountain et sort les albums Go four your live (1985), Man's world (1996), Mystic fire (2002) et Masters of War (2007).

## Membres

### Derniers membres
- Leslie West † – chant, guitare (1969–1972, 1973–1974, 1981–1985, 1992–1998, 2001–2010) (décédé le 23 décembre 2020)
- Corky Laing – chant, batterie, percussions (1969–1972, 1973–1974, 1981–1985, 1992–1998, 2001–2010)
- Rev Jones – basse, chant (2008–2010)

### Anciens membres
- Felix Pappalardi † – basse, chant, claviers (1969–1972, 1973–1974 ; décédé le 17 avril 1983)
- Steve Knight † – claviers (1969–1972 ; décédé le 19 janvier 2013)
- N.D. Smart – batterie (1969)
- Bob Mann – guitare, claviers, chœurs (1973)
- Allan Schwartzberg – batterie (1973)
- David Perry – guitare, chœurs (1973–1974)
- Miller Anderson – basse, chant (1981–1984)
- Mark Clarke – basse, chant, claviers (1984–1985, 1995–1998)
- Richie Scarlett – basse, chant (1992, 2001–2008)
- Randy Coven † – basse, chant (1993–1994 ; décédé le 20 mai 2014)
- Elvin Bishop – guitare, chant (1994)
- Noel Redding † – basse (1994–1995, décédé le 11 mai 2003)

## Discographie

### Albums studio
- 1970 : Climbing!
- 1971 : Nantucket Sleighride
- 1971 : Flowers of Evil (la face A consiste en des enregistrements studio et la face B en des enregistrements en public)
- 1973 : The Best of Mountain
- 1974 : Avalanche
- 1985 : Go For Your Life
- 1996 : Man's World
- 1998 : Super Hits
- 2002 : Mystic Fire
- 2007 : Masters of War

### Concerts
- 1972 : Mountain Live: The Road Goes Ever On
- 1974 : Twin Peaks
- 2000 : King Biscuit : Live Greatest Hits

### Jeux vidéo
On peut retrouver la chanson Mississippi Queen dans le jeu vidéo Guitar Hero 3, ainsi que dans Grand Theft Auto V (dans la radio Los Santos Rock Radio) sur PC/PS4/Xbox One.